# Eurycea multiplicata
Eurycea multiplicata är en groddjursart som först beskrevs av Cope 1869.  Eurycea multiplicata ingår i släktet Eurycea och familjen lunglösa salamandrar. IUCN kategoriserar arten globalt som livskraftig. Inga underarter finns listade i Catalogue of Life.